# 1. deild karla
La 1. deild karla è il secondo livello del campionato islandese di calcio.
Fondata nel 1955, questa lega è passata da 10 a 12 squadre nel 2007.
Le squadre partecipanti si affrontano in gare di andata e ritorno: vengono assegnati 3 punti per la vittoria, 1 punto per il pareggio e 0 punti per la sconfitta. Le prime due classificate al termine della stagione vengono promosse nella Úrvalsdeild Karla, il massimo campionato calcistico islandese; le ultime due classificate retrocedono invece nella seconda divisione, denominata 2. deild karla.
Tenendo conto della rigida stagione invernale in Islanda, questo campionato si disputa tra maggio e settembre.

## Squadre 2021
- Afturelding
- Fjölnir
- Fram Reykjavík
- Grindavík
- Grótta
- ÍBV Vestmannæyja
- Kórdrengir
- Selfoss
- Þór
- Þróttur
- Vestri
- Víkingur Ólafsvík

## Albo d'oro
Di seguito l'albo d'oro suddiviso nei due differenti periodi.

### 2. deild: 1955 - 1996
- 1955  ÍBA Akureyri (Akureyri)
- 1956  ÍBH (Hafnarfjörður)
- 1957  Keflavík (Keflavík)
- 1958  Þróttur (Reykjavík)
- 1959  ÍBA (Akureyri)
- 1960  ÍBH (Hafnarfjörður)
- 1961  ÍBÍ (Ísafjörður)
- 1962  ÍBK (Keflavík)
- 1963  Þróttur (Reykjavík)
- 1964  ÍBA (Akureyri)
- 1965  Þróttur (Reykjavík)
- 1966  Fram (Reykjavík)
- 1967  ÍBV (Vestmannaeyjar)
- 1968  ÍA (Akranes)
- 1969  Víkingur (Reykjavík)
- 1970  Breiðablik (Kópavogur)
- 1971  Víkingur (Reykjavík)
- 1972  ÍBA (Akureyri)
- 1973  Víkingur (Reykjavík)
- 1974  FH (Hafnarfjörður)
- 1975  Breiðablik (Kópavogur)
- 1976  ÍBV (Vestmannaeyjar)
- 1977  Þróttur (Reykjavík)
- 1978  KR (Reykjavík)
- 1979  Breiðablik (Kópavogur)
- 1980  KA (Akureyri)
- 1981  ÍBK (Keflavík)
- 1982  Þróttur (Reykjavík)
- 1983  Fram (Reykjavík)
- 1984  FH (Hafnarfjörður)
- 1985  ÍBV (Vestmannaeyjar)
- 1986  Völsungur (Húsavík)
- 1987  Víkingur (Reykjavík)
- 1988  FH (Hafnarfjörður)
- 1989  Stjarnan (Garðabær)
- 1990 Víðir (Garður)
- 1991  ÍA (Akranes)
- 1992  Fylkir (Reykjavík)
- 1993  Breiðablik (Kópavogur)
- 1994  UMFG (Grindavík)
- 1995  Fylkir (Reykjavík)
- 1996  Fram (Reykjavík)

### 1. deild: 1997 - presente
| Stagione | Vincitore         | Altre promozioni  |
| -------- | ----------------- | ----------------- |
| 1997     | Þróttur           | ÍR Reykjavík      |
| 1998     | Breiðablik        | Víkingur          |
| 1999     | Fylkir            | Stjarnan          |
| 2000     | FH Hafnarfjörður  | Valur             |
| 2001     | Þór               | KA Akureyri       |
| 2002     | Valur             | Þróttur           |
| 2003     | Keflavík          | Víkingur          |
| 2004     | Valur             | Þróttur           |
| 2005     | Breiðablik        | Víkingur          |
| 2006     | Fram Reykjavík    | HK Kópavogur      |
| 2007     | Grindavík         | Þróttur Fjölnir   |
| 2008     | ÍBV Vestmannæyja  | Stjarnan          |
| 2009     | Selfoss           | Haukar            |
| 2010     | Víkingur          | Þór               |
| 2011     | ÍA Akraness       | Selfoss           |
| 2012     | Þór               | Víkingur Ólafsvík |
| 2013     | Fjölnir           | Víkingur          |
| 2014     | Leiknir           | ÍA Akraness       |
| 2015     | Víkingur Ólafsvík | Þróttur           |
| 2016     | KA Akureyri       | Grindavík         |
| 2017     | Fylkir            | Keflavík          |
| 2018     | ÍA Akraness       | HK Kópavogur      |
| 2019     | Grótta            | Fjölnir           |
| 2020     | Keflavík          | Leiknir F.        |
| 2021     | Fram Reykjavík    |                   |
| 2022     | Fylkir            |                   |